# WALKING EYES アルクメデス
WALKING EYES アルクメデス（ウォーキングアイズ アルクメデス）とは、NHK総合テレビジョンで深夜に放送されていた日本のクイズバラエティ番組。キャッチコピーは「問題だらけの世の中に、問題だらけのクイズバラエティ」。

## 概説
2009年8月6日未明（8月5日深夜）に、NHK番組たまごの一つとしてパイロット版が放送され一定の評価が得られたことから、2010年7月16日（15日深夜）から9月24日（23日深夜）までレギュラー番組として放送された。放送時間は毎週金曜日0:15 - 0:45（木曜日深夜24:15 - 24:45）。
タイトルの「アルクメデス」は、古代ギリシャの数学者「アルキメデス」と「歩く目 (Walking Eyes) です」を掛けたもので、大きな眼鏡を掛けた古代ギリシャ人風の男「アルクメデス」（カイルG、声・松重豊）が進行役として登場する。
クイズ番組ではあるが番組内に特定の出題者と解答者は存在せず、シチュエーション・コメディなどの形式により30秒から5分程度の映像で問題が出題され、それに視聴者が挑戦するという番組である。このスタイルはかつてフジテレビで深夜に放映されたIQエンジンと同様である。ただし、IQエンジンでは論理思考や立体思考など知識を必要としないパズル問題だけが出題されていたのに対し、当番組では雑学の知識が要求される問題が多く出題される。
大半のクイズが、自局のみならず民放のテレビ番組や映画などのパロディとなっており、従来のNHKには見られなかった特異な番組構成となっている。
番組内では言及されなかったが、2010年のレギュラー放送終了後に、これが「シーズン1」であったことが公式サイトで明かされた。ただし、このときの時点ではシーズン2以降の放送は未定であった。公式サイトは後述にある特別版の放送があった2011年まではそのまま残っていたが、その後2012年に入ってから公式サイトが閉鎖されたことから実質シーズン2以降が制作されることなく終了となった。
2011年5月4日（3日深夜）0:15 - 0:55に、特別番組「アルクメデス・グリーン盤」（以下、グリーン盤）を放送。放送日がみどりの日ということもあり、すべての問題において、出演者の名前や衣装、小道具、地名などのほぼすべてが緑に関連したもので統一された。オープニングではNHK京都放送局アナウンサーの中川緑がニュース番組風に1問目の問題を紹介した。
2011年12月23日（22日深夜）0:15 - 0:45に、特別番組「アルクメデス・デジタル」（以下、digital）を放送。地上デジタル放送のマルチ編成を用いて、メインチャンネル（011ch）では従来の放送を、サブチャンネル（012ch）では解説や裏話など、同時に異なる内容を放送した。オープニングでは、丸山マルチーヌ（ホラン千秋）がニュース番組風に視聴方法を説明した。サブチャンネルの番組名は「アルクメデス・デジタル＋」で、サブタイトルは「もし高校野球の女子マネージャーがNHKの『アルクメデス』を見たら」となっており、女子高生の佐東須美（佐藤すみれ(AKB48)）と石多波留（石田晴香(AKB48)）が、自宅で本番組を視聴しているという設定になっている。画面右上の「NHK G」のチャンネルロゴ表示の下に「ARKD main」もしくは「ARKD sub」の識別表示が追加された。なお、ケーブルテレビのデジアナ変換や、HDDレコーダーなどで録画したものを視聴している視聴者には絶対に解くことができない問題が含まれている。

## クイズ
毎回、以下のクイズから10ないし15問程度が出題される。なお、『ほうれんそうゲーム』はパイロット版を含めてすべての放送回で出題された。
出題される各クイズには「Question 1」から順に通し番号が振られるが、『ほうれんそうゲーム』と『次回予告クイズ』に関してはカウントされない。
タイトルの後ろに「*」がついたクイズはデータ放送連動となっており、番組内やNHKデータ放送で問題や関連情報が紹介されていた。
タイトル名の表記は公式サイトに準じる。
オープニングクイズ
番組冒頭で「アルクメデス」が哲学的な問いかけをするが、それが同音異義語を使ったダジャレ問題になっている。必ず最後に「それが一番の問題だ」と語りかけ、これが「一番の問題」=「1問目のクイズ」であることを示唆している。
アルクメデスの大予言 〜謎の4行詩が予知した現代人の営みとは？〜
昨年6月にノルウェーのゲイランゲルという村で発見された書物に記された、現代人の生活を予知した四行詩、それが何を示したものかを解く。日常生活におけるありふれた物や行動をノストラダムスの大予言風に大袈裟に置き換えた4つのヒントから正解を導く連想クイズ。
ナレーションはNHKアナウンサーの廣田直敬。
キューサンヌーボ*
関西テレビ制作・フジテレビ系列で放送されている「グータンヌーボ」のパロディ。タイトルの「キューサン」とは、クイズの出題順が3問目、すなわち「Q3」であることを意味している。
声優の新庄みつき（麻生夏子）、タレントの奥田明日菜（西川里美）、女優のHARU（原絵里）の3人がレストランで食事をしながら談笑している中で、奥田明日菜が彼氏の経験談をクイズにして出題する。問題として語られない部分から解答を導き出す立体思考力が要求される頭の体操的クイズ。
彼女が仕事着にきがえたら*
1989年公開の映画「彼女が水着にきがえたら」のパロディ。ただし、パロディとなっているのはタイトルとサザンオールスターズによるBGMだけで、映画のストーリーとは一切無関係。毎回1人の女性が普段着で登場し、その嗜好や行動から彼女の職業を推理するクイズ。
ほうれんそうゲーム 〜連想は十菜十色〜*
NHK総合テレビで放送されていた「連想ゲーム」のパロディ。出題内容も本家と同様の連想クイズ。コーナー内では計3問が出題されるが、番組全体の問題数にはカウントされず、Questionの表記も出ない。
同じくくりで分けられた野菜や果物たちが、キャプテンと解答者3種の4種ずつ2組に分かれてゲームを繰り広げる。なお、登場する野菜や果物は問題が進むにつれ、徐々に萎びたり崩壊したりして傷んでいく。
番組構成やルール、BGMは本家を忠実に再現している。また、オープニングの得点板への開始時刻（総合テレビでの本放送基準）表示も再現された。得点は本家と同様に10点からヒントが出されるごとに1点ずつ下がっていくが、3問目は解答順に関わらず正解すれば50点となる。
番組開始後、司会のホウレンソウが「こんばんは。今夜も『ほうれんそうゲーム』でお楽しみください」とあいさつし、両チームの出演者の紹介が終わると「以上、今夜も無農薬有機栽培の皆さんにお集まりいただきました」とのアナウンスの後、ルール説明がありゲームスタートとなる。
1問目・2問目は必ず一方に有利な問題が出題され、もう一方から「相手チームに有利なお題が出ている」とクレームが付くが、ホウレンソウが「そんな、えこひいきとかはありませんよ、NHKですから」と否定する、逆転チャンスのある3問目にはもう一方のチームに有利な問題が出されるが結局正解を導き出せず相手チームに正解され、チーム内外のドタバタが収まらないままコーナーが終了する、等のいわゆる「お約束」がある。
1問目は画面中央下部に問題（正解）のテロップが表示されるが、2問目・3問目は本家の後半戦と同様に、司会から「ここからは画面の下に問題（パイロット版では「字幕」）が出ません。テレビをご覧の皆様もご一緒にお考えください」とアナウンスがあり、画面下には「?」と表示され、正解が出るまでは視聴者にも答えがわからないようになっている。
司会のホウレンソウの声は、本家の司会を務めたこともあるNHKアナウンサーの徳田章が担当。
digitalではメインチャンネルとサブチャンネルでそれぞれ異なるチームが同時に別のゲームを行った。
全日本ドッチ？ボール選手権 〜試合結果を予測せよ〜*
様々な球技の選手を集めドッジボールで対戦させてどちらが勝つかを予想する。フジテレビで放送されていた「トリビアの泉」の中のコーナー「トリビアの種」と同様の実験クイズ。
序盤のみ試合経過を放送し、そこまでの内容から終了時の勝者を予測する。試合終了時の内野人数の多いほうが勝者となるが、同数の場合については言及されていない。 基本的には1回の放送で1試合が行われるが、シーズン1の最終回のみ3位決定戦と決勝戦の2試合が行われた。
パイロット版では1チーム12人、試合時間は5分で行われ、ハンドボール選手（早稲田大学ハンドボール部） vs サッカーのゴールキーパー（関東大学サッカー選抜）の1試合が放送された。実況担当は徳田章。
シーズン1（第2回選手権）では1チームの人数は10人、試合時間は10分で行われ、早稲田大学ハンドボール部、成城大学アメリカンフットボール部、日本体育大学セパタクロー同好会、ドッジボール東京選抜の4チームによるトーナメント方式で実施された。実況担当は廣田直敬。
ハリウッドリメイク予告編クイズ
もし、過去に日本で放送された有名なテレビアニメがハリウッドで実写版としてリメイクされたら、という設定で、架空の予告編を見て原作アニメを推理するクイズ。
原作の設定とは大きく異なるが、登場人物の台詞や服装などに推理のヒントが隠されている。
三題テノールリサイタル
コーナータイトルは「三大テノールリサイタル」との掛け言葉。 BS2で放送されている「クラシック倶楽部」での小ホールでの中継録画を模している。
上本訓久、本岩孝之、伊藤大智の3人のテノール歌手が御園生瞳のピアノにあわせて同時にクラシックやミュージカルの曲の一節にそれぞれ異なった歌詞を付けて歌うのだが、その内1人の歌詞だけがクイズの問題になっており、聴衆がそれを聞き取り、挙手で解答する。1回目で正解者がいない場合、出題者ではない1人を除いた2人で再度歌う（放送では1回目で正解したケースはなかった）。問題自体は非常に簡単なものであり、実質的には聴取力を問われるクイズ。進行は音楽評論家の山口努（野間口徹）で、開始時の説明や解説のほか、正解発表時には出題者以外の2人の歌詞に対してツッコミを入れる（出題者以外の2人の歌詞は非常にくだらないことを言っているケースが多い）。
使用曲
1. レナード・バーンスタイン作曲「Tonight」 〜「ウエストサイド物語」より〜
2. フランツ・シューベルト作曲「アヴェ・マリア」
3. ジョルジュ・ビゼー作曲「闘牛士の歌」〜歌劇「カルメン」より〜
4. ジャコモ・プッチーニ作曲「誰も寝てはならぬ」〜歌劇「トゥーランドット」より〜
5. ジュゼッペ・ヴェルディ作曲「乾杯の歌」〜歌劇「椿姫」より〜

NHKサスペンス劇場 〜パン屋さん探偵 焼きたて多美子〜*
日本テレビ系列で放送されていた「火曜サスペンス劇場」のパロディ。オープニングの火曜サスペンス劇場フラッシュバックテーマとエンディングの「聖母たちのララバイ」（岩崎宏美）も再現。
船越刑事（阿南健治）と片平刑事（小村裕次郎）が容疑者を問い詰めると、ある事柄についての計算結果が被害者のそれと異なっていたことが動機であると吐露する。しかし、そこに居合わせたパン屋の多美子（初音映莉子）が、容疑者の計算結果の方が誤りであったことを解き明かす。なお、殺人事件のような演出ではあるが、実際の事件はデコピンや膝カックンなどの軽い暴行。
出題されるのは日常的な計算や図形のwikt:ひっかけ問題。
グリーン盤では事件現場がさいたま市緑区の緑のヘルシーロードであり、ゲスト俳優（緑友利恵、緑川睦、桑野緑、緑川良介、緑川陽介、緑茶麻悠）の全員の名前に「緑」という字が含まれていた。
あたしまにあやな*
テレビ朝日系列で放送されていた情報番組「あしたまにあ〜な」のパロディ。ナレーターも本家と同じ濱田マリが務めるが、ナレーションは関西弁で行う。本編やテーマ曲（esrevnocの「sweet strawberry toast」）だけではなくウェブサイトまで忠実に再現されているが、本家のマスコットである「あしたまねこ」はサラリーマンNEOのサイトのマスコットである「渥美トラ次郎」に変更されている。問題が切り替わる時のSEは「あたしま」。
過去2000年以内の明日に起こったマニアックな歴史を出題する雑学クイズ。過去2000年以内とは言っているが、大半は20世紀以降の事柄から出題される。問題数は5〜6問で、出題中のBGMにはそれぞれの年のヒット曲が用いられる。
コーナーのオープニングCGでは、街中に『RESOLVE DOGS』や『パン屋さん探偵焼き立て多美子』の場面が描かれている。
ベストヒットUSO*
BS朝日・テレビ朝日などで放送されている音楽番組「ベストヒットUSA」のパロディ。タイトルの読みは「ベストヒット・ユーエスオー」ではなく「ベストヒット・ウソ」である。
DJ野林辰也（Sascha）が「トリックスター・オブ・ザ・ウィーク」のコーナーで、ゲストに招いたミュージシャンと展開するトーク中に「誰がウソをついているのか」を推理するロジックパズル。毎回パロディ化されたPVが紹介されるが、その途中で逆U字型画面となり、問題のおさらいとヒントが流れる。
曲名（歌手名）と元ネタの曲名（歌手名）は以下の通り。なお、#1の「WALKING EYES」は番組のテーマソングとしても用いられている。
1. WALKING EYES（BALL & GLOVE）- Private Eyes（Hall & Oates）
2. EVERY GUARD HAS EYES（THE POISE）- Every Breath You Take（THE POLICE）
3. WALKING QUEEN（BAAB）- Dancing Queen（ABBA）
4. GO REST（NET SHOP BOYS）- Go West（Pet Shop Boys）

RESOLVE DOGS*
クエンティン・タランティーノ監督・出演の1992年公開の映画「レザボア・ドッグス」のパロディ。元ネタと同様にクエスチョン・タランテイウノが監督とMr.Brown役を務めている設定になっている。
色をコードネームに持つ5人がレストランに集まり、Mr.Whiteが出題するゲーム理論問題を残りの4人が考えるクイズ。
結果的に話がこじれてしまい、毎回5人がお互いの銃を向け合う所で終わる。ちなみに "RESOLVE" とは英語で「（問題などを）解決する」の意味。
キャスト（演、声）およびその元ネタ
- Mr.White:ヘビー・ケイタイ（ピエトロ、玄田哲章） - ハーヴェイ・カイテル
- Mr.Blonde:ミラクル・マゼゴハン（リカルド、中村秀利） - マイケル・マドセン
- Mr.Blue:エディブル・バンゴハン（ナイジェル、家弓家正） - エディ・バンカー
- Mr.Brown:クエスチョン・タランテイウノ（アラン、河本邦弘） - クエンティン・タランティーノ
- Mr.Orange:タイム・ロス（コントス、樫井笙人） - ティム・ロス

QUBE*
1997年公開の映画である「CUBE」のパロディ。突然、立方体の部屋で構成された迷宮に放り込まれた6人が謎を解きながら出口を探す連続ドラマ仕立てのクイズ。
部屋の各面の中央にはハッチがあり、そこから隣の部屋に行くことができる。それぞれのハッチには短い文章が書かれており、その内容が正しいハッチを選択すれば次の部屋に進むことができるが、その内容が誤っている部屋に入るとトラップが発動し、謎の東洋人が出現し全くわからない言葉で罵倒される。問題はすべて○×形式の雑学クイズであり、博識なレビンが解答し進むべき部屋を指示する。また、どうしてもわからない場合はカダンを囮として先行させることがある。
毎回、最後の1問は正解が発表されずに終了し、それが次回の1問目となる。
キャスト（演、声）およびその元ネタ
- トゥエンティ（ルディ、山口太郎） - クエンティン
- ハロウィン（シェリー、鶴ひろみ） - ハロウェイ
- レビン（ミキ クラーク、冠野智美） - レブン
- ソース（クライブ、塩屋浩三） - ワース
- カダン（ラリー、田中一成） - カザン
- ケン（ルベル、柴田秀勝） - レン
- 謎の東洋人 - 小林勝也、松金よね子

いろいろかるた
上の句に対応する下の句を探す、競技かるたを模したクイズ。タイトルはいろはかるたをもじったもの。
1問目は小倉百人一首から出題されるが、2問目以降は五・七・五・七・七形式の短歌ではなく、有名漫画の登場人物の台詞や架空のファッション雑誌のコピーなどから出題される。
プロフェッショナルゆえに 〜解答者の流儀〜
NHK総合テレビで放送されていた「プロフェッショナル 仕事の流儀」のパロディ。File:3152464として果物農家の柏田正也（顔田顔彦）が登場。彼が果物栽培を通して直面している謎を解く、フェイクドキュメンタリー形式のなぞなぞ。ナレーションや映像の中にヒントが隠されている。
ナレーションは橋本じゅん。
超間違い探し
十数秒の2つの映像を見て異なる箇所を探す、いわゆる間違い探しだが、間違いの数が極端に多かったり、非常に細かいものだったり、盲点をついたものだったりするので、正解するのは非常に困難である（出題内容によってはほとんど不可能である）。
正解はエンドロールと一緒に発表される。グリーン盤を除く全ての回で放送された。
次回予告クイズ
フジテレビ系列で放送されているテレビアニメ「サザエさん」の次回予告のパロディで、BGMも本家のエンディングテーマである「サザエさん一家」のジャズアレンジ(演奏は東京ブラススタイル)が用いられている。
エンドロール、著作者表示が終わってから放送され、サザエさんの登場人物にちなんだ雑学クイズが出題される（サザエさんに登場しない『マグロ』が出題されたこともある）。正解発表のあとで、本家と同様に次回放送のクイズの内の3つが予告され、その後、アルクメデスがジャンケン札を持って登場するが、札を持っておどけるだけで、ジャンケンはしない。ナレーションは濱田マリ。
前回放送分か、次回放送分から正解発表を省略したものが番組告知にも用いられていた。
ROUTINES 〜俺たちの夢（ドラマ）クイズ〜
パイロット版で放送。TBS系列で放送されたテレビドラマ「ROOKIES」のパロディ。登場人物の役名は本家同様プロ野球選手にちなんだもの。
L高校の松坂（南圭介）・伊東（大沼亮吉）・渡辺（吉田隆太）に拉致されたG高校の上原（荒木健太朗）・岡島（三上俊）を救い出すべく廃工場に参じた松井（佐藤雄一）。怪我をした2人を安全に病院へ運ぶにはどうすればいいのかを考える。ロジックパズルの一つである「川渡り問題」をドラマ仕立てにしたものである。
この問題のみ『ほうれんそうゲーム』を挟んで問題編と解答編に分けて放送された。
glee n
グリーン盤で放送。FOXで放送された、アメリカのドラマ「glee/グリー」のパロディ。「グリーングリーン」のAメロに乗せて出題され、サビに合わせて正解が提示される。なお、正解はすべてサビの「グリーングリーン」と同じ韻を踏むものになっている。
キャスト（演、声）およびその元ネタ
- クゥイル（Mark Chinnery、桐本琢也） - ウィル
- ルー（Lisa Geran、込山順子） - スー
- レンチェル（Mirta Lockward、久嶋志帆） - レイチェル
- ファン（Kyle Card、渡辺譲） - フィン
- アート（Ananda Jacobs、川野剛稔） - カート
- マーティ（Sergii Leontiev、河本邦弘） - カーティ
- ベルセレス（Rachel Kobayashi、込山順子） - メルセデス
- ミナ（Meg Igarashi、久嶋志帆） - ティナ

輝緑
グリーン盤で放送。居酒屋で部長（綾田俊樹）に部下（野間口徹）が人生相談をしているが、会話がうまく噛み合わない。この部長の台詞から、部長が何を言いたいのかを推理する。女将役は五月みどり。なお、このクイズのタイトルが正解を導くヒントになっている。
日本人の名画
グリーン盤で放送。画家・岡 元太郎（森井睦）が描いた3点の絵画のタイトルをその画風から推理するクイズであるが、実際はダジャレ問題。なお、このクイズのタイトルもダジャレのヒントになっている。ナレーションはNHKアナウンサーの中川緑。
グリン 〜呪われた429号室〜
グリーン盤で放送。鈴木光司原作の映画「リング」のパロディ。平成19年4月29日、独り暮らしのOL・野比みどり（緑川静香）が帰宅すると室内に見覚えのない1本のビデオテープがあった。再生してみると不気味な映像が一瞬だけ録画されており、直後に意味不明なメールが届く。5日後の5月4日、突然テレビに一瞬だけ昭和のいる・こいるが映ったかと思うと、その直後に映像に映っていた不気味な人物（島守杏介）が背後から現れる。
ホラー映画仕立てではあるが、問われているのは一般常識問題。
THE GREEN TILE
グリーン盤で放送。スティーブン・キング原作の映画「グリーンマイル（The Green Mile）」のパロディ。囚人・コービーが死んだネズミを生き返らせた瞬間を目撃した看守たちが、各々治したい（直したい）ものを列挙するがコービーはそれをネズミを治す労力を基準にして計算し始めたため計算が複雑になってしまう。多元連立方程式の問題ではあるが小学生レベルで解答できるようになっている。
キャスト（演、声）およびその元ネタ
- ボール（ジェフ・ワスティラ、江原正士） - ポール
- ブルート（エリック・ブラウン、石塚運昇） - ブルータス
- コリン（ドン・ジョンソン、渡辺譲）
- エディ（アルバート・マーリク、川野剛稔）
- ダン（アンドリュー・マクガイア、河本邦弘）
- コービー（ジミー・オクォボ、桐本琢也） - コーフィ

趣味＠園芸
グリーン盤で放送。NHK教育テレビで放送されている「趣味の園芸」のパロディ。司会の中川緑と講師の後藤みどりがバラの植え替えに見立てた、入れ替え問題（最小手数で条件通りに並び替える）を解く。
ハートソングカクテル
グリーン盤で放送。わたせせいぞう原作のアニメ「ハートカクテル」のパロディで、イラスト担当のいわせだいすけが、わたせ風のタッチで描いたアニメーションにより問題が出題される。本家と同様に、彼（声・川野剛稔）と彼女（声・久嶋志帆）がバーで語り合っているが、何故か話が噛み合わない。『輝緑』と同じ出題形式になっており、問題編には『ハートソングカクテル 〜別れても分かり合える?〜』、解答編には『ハートソングカクテルアゲイン 〜別れた言葉を引き寄せて〜』という副題が付けられている。
本問題の解答で『日本人の名画』『趣味＠園芸』などで張られていた伏線が回収されるようになっている。
アーサーの伝説 デジタルリマスター編
digitalで放送。アーサー王物語のパロディ。アーサー王（黒田アーサー）が娶った妻の年齢を円卓の騎士の長であるランスロットが答える年齢算問題。なお、正解の前に「ファイナルアーサー?」と問いて最終確認をする。
サブチャンネルでは「出演交渉編」として、出演交渉の模様を隠し撮り風の再現ドラマで放送した。
ゆうゆうデジタル
digitalで放送。東映の特撮ドラマ「仮面ライダー」のパロディ。アナウンサー・野丸地徹（野間口徹）がNHKホール脇でARに関するテレビ番組の収録を行なっていると、妻・ジェニファー（レナ）を誘拐した暴力怪人・ゴリポテト（廣川三憲）一味が現れる。愛する妻を助けるため、野丸地は「仮面アナウンサー」に変身し、怪人たちに戦いを挑む。野丸地が持っているスマートフォンの画面に一瞬だけ映るAR画像を答える問題。主題歌は「戦え!! 仮面アナウンサー」（歌・藤井豊）。
サブチャンネルでは「NHKをデート場所に選んだカップルの悲劇」として、この場所にデートに訪れていたカップルの視点から描かれた。
フルデジタールの犬
digitalで放送。世界名作劇場「フランダースの犬」のパロディ。病気のおじいさんの代わりに街にミルクを届けることになった少年・メルロ（ヤン、声・くまいもとこ）と愛犬・パトリアッシュ（声・石塚運昇）。ボルドー（オクサナ、声・山口なな）とその隣人へ5リットルずつ届けなければならなかったのだが、誤って10リットルの缶で持って来てしまった。手持ちの7リットルと3リットルの缶を使って、5リットルずつに分ける方法を考える。いわゆる「油分け問題」。問題は実写ドラマで構成されているが、パトリアッシュはタイトルにかけてデジタル（3Dポリゴン）で描かれている。
サブチャンネルではパトリアッシュが人間の言葉を理解している設定となっている。

## DVD
『「WALKING EYES アルクメデス」アルティメット・セレクション』のタイトルで2011年04月20日に発売された。シーズン1の全放送回から延べ32コーナーをセレクトして収録。販売元はポニーキャニオン、発売元はNHKエンタープライズ。